# Berthold I. (Ziegenhain)
Berthold I. von Ziegenhain (* um 1207; † vor 6. August 1258) aus dem Geschlecht der Grafen von Ziegenhain war von 1229 bis zu seinem Tod Graf von Ziegenhain und von Nidda. Er übte die Herrschaft gemeinsam mit seinem älteren Bruder Gottfried IV. († 1250) aus, wobei Berthold in den Ziegenhainer Stammlanden und Gottfried in Nidda residierte.

## Herkunft
Berthold war der zweite Sohn des Grafen Ludwig I. (* um 1167; † nach 17. Januar 1229) von Ziegenhain und dessen Frau Gertrud (* um 1172; † nach 1222), der Witwe des Grafen Friedrich II. von Abenberg († 1201). (Der dritte Bruder, Burkhart († August 1247), schlug eine kirchliche Laufbahn ein, vereinigte ab 1234 eine Anzahl von Propsteien in seiner Hand und wurde schließlich 1247 Erzbischof von Salzburg.)

## Graf von Ziegenhain und Nidda
Nach Ludwigs I. Tod regierten seine Söhne Gottfried IV. und Berthold I. die beiden vom Vater ererbten Grafschaften nominell gemeinsam, beurkundeten und siegelten auch gemeinsam, teilten die Herrschaft jedoch de facto, indem Gottfried in der Grafschaft Nidda und Berthold in der Grafschaft Ziegenhain verblieb.

### Vergleich mit dem Ludowingern
Die beiden schlossen im November 1233 ein Schutz- und Trutzbündnis mit Konrad von Thüringen, dem Regenten der Ludowinger Landgrafen in deren hessischen Landesteilen, gegen jedermann ausgenommen das Reich. Dabei wurde der lange schwelende Streit um die im Jahre 1185 durch die Heirat von Lukardis, Erbtochter Gozmars III. von Ziegenhain, mit Konrads 1229 verstorbenem Onkel Friedrich dem Hause Reichenbach-Ziegenhain entfremdeten Güter bereinigt. Landgraf Konrad belehnte die Brüder mit Gütern des verstorbenen Grafen Friedrich, verzichtete auf alle Rechte an der Burg Staufenberg, die damit in den Besitz Bertholds I. kam, und auf Friedrichs Güter in Treysa und Ziegenhain und verpflichtet sich, keine Burg im Gebiet der Grafen zu errichten oder zu ihrem Schaden Güter zu erwerben. Im Gegenzug verzichteten die beiden Grafen ebenfalls auf Burgenbau und Gütererwerb zum Schaden des Landgrafen und auf ihre Rechte an den Burgen Reichenbach und Keseberg. Innerhalb eines Jahres sollten die Grafen ihren Lehnsherren – ob das Reich, die Erzbischöfe von Mainz, die Äbte von Fulda oder Hersfeld – die betreffenden Lehen resignieren und diese um Konzession der Lehen für den Landgrafen von Thüringen ersuchen. Dieser Vergleich besiegelte allerdings den endgültigen Verlust erheblichen Territorialbesitzes im Bereich der einstigen Herrschaft Wildungen und (nach dem Tod Gottfrieds III., des letzten Reichenbacher Verwandten) der Burg Reichenbach mit allem dortigen Grundbesitz und Zubehör.

### Staufer vs. Papsttum
Berthold und Gottfried waren, wie schon ihr Vater, zunächst Parteigänger der Staufer. In der entscheidenden Phase der Auseinandersetzung der Staufer mit dem Papsttum ab 1241 wechselten sie jedoch, zusammen mit ihrem Bruder Burkhart, in das Lager der Kaisergegner um den Mainzer Erzbischof Siegfried III. von Eppstein, Taufpate von Bertholds Sohn Gottfried V. Im Auftrage des Erzbischofs leiteten Burkhart und Berthold von Ziegenhain im Jahre 1242 die Eroberung der kaisertreuen Reichsstadt Wiesbaden; dabei geriet Burkhart zwar in Gefangenschaft, kam aber schon bald wieder frei. Einige Jahre später war Berthold unter den Grafen, die im Mai 1246 in Veitshöchheim bei Würzburg den Thüringer Landgrafen Heinrich Raspe IV. zum Gegenkönig wählten; Propst Burkhart wurde Heinrich Raspes Kanzler.

### Beziehungen mit Gottfried von Reichenbach
Berthold und Gottfried befanden sich offenbar einige Zeit lang in Streit mit ihrem Verwandten Gottfried III. aus dem Reichenbacher Zweig ihres Geschlechts. Dies geht daraus hervor, dass Gottfried III., als er 1236 vom Mainzer Erzbischof Siegfried wegen seiner staufertreuen Haltung gefangen genommen worden war, erst 1237 wieder freigelassen wurde, nachdem er sich verpflichtet hatte, den beiden Ziegenhainer Grafen keinen Schaden mehr zuzufügen. Der Streit scheint beigelegt worden zu sein: im August 1250 – wohl bereits nach Gottfrieds IV. Tod – einigten sich Berthold I. und Gottfried III. demgemäß, dass Gottfried alle seine Lehen an Berthold und dessen Erben übertrug und ihm Berthold dafür eine Summe Geldes wiederlöslich vorschoss. Dies wurde 1251 durch Abt Werner (1240–1252) von Hersfeld bestätigt, als er beurkundete, dass er auf Bitten Gottfrieds von Reichenbach dessen Hersfelder Lehen im Fall seines Todes an Berthold I. von Ziegenhain und dessen Lehnserben verleihen werde. Der Streit muss danach wieder aufgebrochen und dann 1257 erneut beigelegt worden sein. In diesem Jahre vereinbarten sie, dass Gottfried alle seine Lehen an Berthold und dessen Nachkommen übertrug, seine Vasallen ihre Lehen in Zukunft von Berthold empfangen sollten, Gottfried und seine männlichen Nachkommen jedoch lebenslange Nutzungsrechte an den Lehen halten sollten. Sollte Gottfried ohne Erben sterben, sollten seine Lehen mit allen Rechten an Berthold übergehen. Diese Vereinbarung wurde am 6. August 1258 von Gottfried III. nach Bertholds Tod für Bertholds Witwe Eilika, ihre Söhne Gottfried V. und Berthold sowie für deren Nachkommen noch einmal bestätigt.

### Thüringisch-hessischer Erbfolgekrieg
Im langen Krieg um das Erbe der Ludowinger nach dem Tod Heinrich Raspes stand Berthold anfangs auf der Seite der Herzogin Sophie von Brabant, der Mutter des von ihr proklamierten neuen hessischen Landgrafen Heinrich I. Sie gewann ihn schon 1248 durch Belehnung mit Gütern in Treysa und Wohra für ihn, seine Gemahlin und seine Kinder. Im nächsten Jahr begleitete Berthold die Herzogin auf einem Kriegszug zur Unterwerfung mainzischer Parteigänger im Oberlahngau. Das Mainzer Erzstift betrachtete die hessischen Besitzungen des erloschenen Landgrafengeschlechts als heimgefallene Mainzer Lehen und versuchte, diese einzuziehen. Als der neue Mainzer Erzbischof Gerhard I. im Februar 1252 die Exkommunikation über Sophie und ihren Kontrahenten, den Markgrafen Heinrich III. von Meißen aussprach und die unter ihrer Herrschaft stehenden Orte mit dem Interdikt belegte, geriet Berthold in Zugzwang. Die Zusage einer erheblichen Geldzahlung bewog ihn dann endgültig dazu, die Seiten zu wechseln. Am 22. Mai 1252 verpflichtete er sich in Amöneburg in einem Schutz- und Trutzbündnis, dem Erzbischof und dem Mainzer Erzstift gegen jedermann beizustehen, namentlich gegen Heinrich III. von Meißen und gegen Sophie von Brabant; der Erzbischof versprach dafür eine Zahlung 400 Mark. Sophies militärische Erfolge und die starke Unterstützung, die sie vom nieder- und oberhessischen Adel erfuhr, machten es jedoch schon bald erforderlich, sich auch wieder mit ihr zu arrangieren, und schon im Jahre 1254 findet sich Berthold als Zeuge auf Urkunden Sophies. Vorsichtiges Lavieren zwischen Kurmainz und der Landgrafschaft Hessen war die nächsten zwei Jahrhunderte Leitmotiv ziegenhainscher Überlebensstrategie. 1256 traten sowohl Berthold als auch Sophie gemeinsam mit den drei bedeutendsten oberhessischen Städten Marburg, Alsfeld und Grünberg dem Rheinischen Städtebund bei, der auf der Grundlage des Mainzer Landfriedens von 1235 Fehden zu verhindern und Konflikte friedlich zu regeln suchte.

### Fehde mit Fulda
Mit dem Fuldaer Fürstabt Heinrich IV. lag Berthold, der als Graf von Ziegenhain auch Vogt der Abtei Fulda war, ab 1252 wiederholt in schwerer Fehde um die Rechte des Fürstabts einerseits und des Stiftsvogts und seiner Untervögte andererseits. Im Verlauf des Streits besetzte Berthold u. a. die fuldische Burg in Niederbimbach und verwüstete von ihr aus fuldisches Gebiet, wurde aber 1254 von Abt Heinrich wieder aus der Burg vertrieben.

### Schenkungen
Berthold machte zahlreiche Schenkungen an das von seinen Vorfahren auf der Aulesburg gegründete und 1214 nach Haina umgezogene Kloster Haina, um dessen Ausbau und wirtschaftliches Überleben zu sichern. Aber auch der Deutsche Orden in Sachsenhausen und Marburg und das 1235 gegründete Kloster Haydau wurden von ihm bedacht.

## Ehe und Nachkommen
Berthold war spätestens seit 1248 verheiratet mit Eilike (Eilika) von Tecklenburg (* um 1220, † 1286), Tochter des Grafen Otto I. Der Ehe entstammten vier namentlich bekannte Kinder:
- Eilika (1248 erwähnt)
- Berthold (1258 erwähnt)
- Gottfried V. († 1271/72), Graf von Ziegenhain, ⚭ vor 26. März 1262 Hedwig von Castell († nach 1291)
- Gertrud († 15. Januar 1279), ⚭ Konrad II. Schenk von Erbach († 16. Mai 1279)

Nach Bertholds Tod folgte ihm sein Sohn Gottfried als regierender Graf von Ziegenhain und Nidda zu Ziegenhain. Es kam schon sehr bald zum Streit zwischen ihm und seinem Vetter Ludwig II. († 1289) in Nidda, dem Sohn Gottfrieds IV., und die beiden vollzogen noch im Jahre 1258 die formelle Teilung der beiden Grafschaften, die bis 1333 dauern sollte.